# Alexander Doom
Alexander Doom, född 25 april 1997, är en belgisk friidrottare som tävlar i kortdistanslöpning.

## Karriär
Vid inomhusvärldsmästerskapen i friidrott 2024 tog Doom guld på 400 meter och ingick i det belgiska laget som tog guld på 4x400 meter. Vid inomhusvärldsmästerskapen i friidrott 2022 ingick han i det belgiska laget som tog guld på 4x400 meter. Han ingick även i det belgiska laget som tog brons vid världsmästerskapen i friidrott 2022.